# Jianshui
Jianshui, tidigare romaniserat Kienshui, är ett härad i Honghe, en autonom prefektur för hanifolket och yifolket i Yunnan-provinsen i sydvästra Kina. Det ligger omkring 160 kilometer söder om provinshuvudstaden Kunming. 